# Fanshawe
Fanshawe és un poble dels Estats Units a l'estat d'Oklahoma. Segons el cens del 2000 tenia 384 habitants.

## Demografia
Segons el cens del 2000, Fanshawe tenia 384 habitants, 146 habitatges, i 102 famílies. La densitat de població era de 6,6 habitants per km².
Dels 146 habitatges en un 35,6% hi vivien nens de menys de 18 anys, en un 63% hi vivien parelles casades, en un 3,4% dones solteres, i en un 30,1% no eren unitats familiars. En el 28,1% dels habitatges hi vivien persones soles el 17,1% de les quals corresponia a persones de 65 anys o més que vivien soles. El nombre mitjà de persones vivint en cada habitatge era de 2,63 i el nombre mitjà de persones que vivien en cada família era de 3,23.
Per edats la població es repartia de la següent manera: un 28,4% tenia menys de 18 anys, un 6,5% entre 18 i 24, un 26,6% entre 25 i 44, un 24,7% de 45 a 60 i un 13,8% 65 anys o més.
L'edat mediana era de 37 anys. Per cada 100 dones de 18 o més anys hi havia 108,3 homes.
La renda mediana per habitatge era de 21.875 $ i la renda mediana per família de 30.000 $. Els homes tenien una renda mediana de 29.286 $ mentre que les dones 23.125 $. La renda per capita de la població era de 20.583 $. Entorn del 26,3% de les famílies i el 29,2% de la població estaven per davall del llindar de pobresa.

## Poblacions més properes
El següent diagrama mostra les poblacions més properes.